# Рыдченко, Игорь Михайлович
Игорь Михайлович Рыдченко (род. 20 июня 2001, Самара) — российский хоккеист, защитник.

## Биография
Родился в Самаре 20 июня 2001 года.
С сезона 2018/19 годов в составе «Русских Витязей» выступал в МХЛ. В августе 2020 года впервые сыграл за основную команду — в предсезонных матчах. В сезоне 2021/22 годов дебютировал за «Витязь» в КХЛ и сыграл по ходу сезона 27 матчей. В этом же сезоне перешёл в ХК «Рязань»/ «Рязань-ВДВ», где выступал до окончания сезона 2023/2024 года.
Сезон 2024/2025 года начал в клубе «Юнисон-Москва».